# Audio-Slideshow
Audio-Slideshows sind eine multimediale Darstellungsform im Online-Journalismus. Sie bestehen in der Regel aus einer animierten Foto-Bilderstrecke, die von einer parallelen Tonspur begleitet wird. Im Gegensatz zum Video handelt es sich nicht um ein Bewegtbild, sondern um eine Aneinanderreihung klar erkennbarer Einzelbilder. Die dazugehörige Tonspur kann Musik, Atmo, O-Töne und/oder Sprechertext enthalten. Vorläufer war die Tonbildschau.
In den USA sind Audio-Slideshows weit verbreitet. In Deutschland werden Audio-Slideshows auf den Websites von FAZ, Süddeutscher Zeitung, Frankfurter Rundschau, Stern, Einslive und der Tagesschau veröffentlicht. Die Benennung der neuen Stilform ist dabei noch uneinheitlich. Neben dem in der Fachliteratur und in angelsächsischen Medien (BBC, The Guardian, New York Times, Reuters, Mediastorm) genutzten Begriff „Audio-Slideshow“, werden auch die Begriffe „Vertonte Bildergalerie“, „Fotoreportage“, „Slideshow“, „Audio-Dia“, „Soundslide“ u. ä. benutzt.
Workshops und Seminare zu Bildergalerie und Audio-Slideshow bieten Film- und Fernsehakademien und Journalistenschulen sowie die Münchner Journalistenakademie an.

## Software
Audio-Slideshows können in HTML5 oder auch in Flash erstellt werden, z. B. mit
- Reveal.js  mit dem Audio-slideshow plugin
- Soundslides
- Adobe Photoshop